# Rehenbühl
Rehenbühl ist ein Gemeindeteil der Gemeinde Pfofeld im Landkreis Weißenburg-Gunzenhausen (Mittelfranken, Bayern). Rehenbühl liegt in der Gemarkung Pfofeld.

## Lage
Das Dorf liegt im Fränkischen Seenland, etwas mehr als einen Kilometer vom Südufer des Kleinen Brombachsees entfernt und rund zwei Kilometer nordöstlich von Pfofeld. Unmittelbar angrenzend im Nordosten befindet sich der Nachbarort Langlau. Im Westen an der Straße Zur Heide liegt der Altort, östlich schließt sich ein Siedlungsgebiet an.
Die Kreisstraße WUG 1 führt am Ort vorbei und verbindet ihn mit Absberg, Pfofeld und der Staatsstraße 2222 Richtung Gunzenhausen. Nördlich angrenzend verläuft die Bahnlinie Gunzenhausen–Pleinfeld, auch Seenlandbahn genannt, mit einem Haltepunkt in Langlau.